# Antonio Bevilacqua
Antonio Bevilacqua, nascido a 22 de outubro de 1918 em Santa Maria di Sala, na Província de Veneza, em Veneza e falecido a 29 de março de 1972 em Mestre, é um antigo ciclista italiano. Profissional de 1940 a 1955, ganhou a Paris-Roubaix em 1951, 11 etapas do Giro d'Italia e duas vezes campeão do mundo de perseguição (1950 e 1951) e Campeão da Itália em Estrada em 1950.

## Palmarés
| 1946 - 2 etapas do Giro d'Italia 1947 - 1 etapa do Giro d'Italia 1948 - 1 etapa do Giro d'Italia 1949 - 1 etapa do Giro d'Italia 1950 - Campeonato da Itália em Estrada - Tre Valli Varesine - 2 etapas do Giro d'Italia - Milan-Vicenza - Troféu Baracchi (com Fiorenzo Magni) | 1951 - Paris-Roubaix - 2 etapas do Giro d'Italia - Giro do Veneto - 3º no Campeonato da Itália em estrada - 3º no Campeonato do Mundo em Estrada 1952 - Milan-Vignola - 2 etapas do Giro d'Italia |

## Resultados nas Grandes Voltas

### Giro d'Italia
- 1946 : 17º, ganhador de 2 etapas
- 1947 : abandono, ganhador de 1 etapa
- 1948 : abandono, ganhador de 1 etapa
- 1949 : 40º, ganhador de 1 etapa
- 1950 : 29º, ganhador de 2 etapas
- 1951 : 26º, ganhador de 2 etapas
- 1952 : 69º, ganhador de 2 etapas

### Tour de France
- 1948 : 33º

### Campeonatos nacionais
- Campeão dA Itália em perseguição em 1943, 1949, 1950 e 1951